# Paracyclops abnobensis
Paracyclops abnobensis – gatunek widłonoga z rodziny Cyclopidae. Nazwa naukowa tego gatunku skorupiaków została opublikowana w 1929 roku przez niemieckiego zoologa Friedricha Kiefera.